# Luke Fox
Luke Fox (o Luke Foxe) (Kingston-upon-Hull, Yorkshire, 20 de octubre de 1586-c. 15 de julio de 1635) fue un explorador inglés que buscó en el ártico el Paso del Noroeste. 

## Biografía

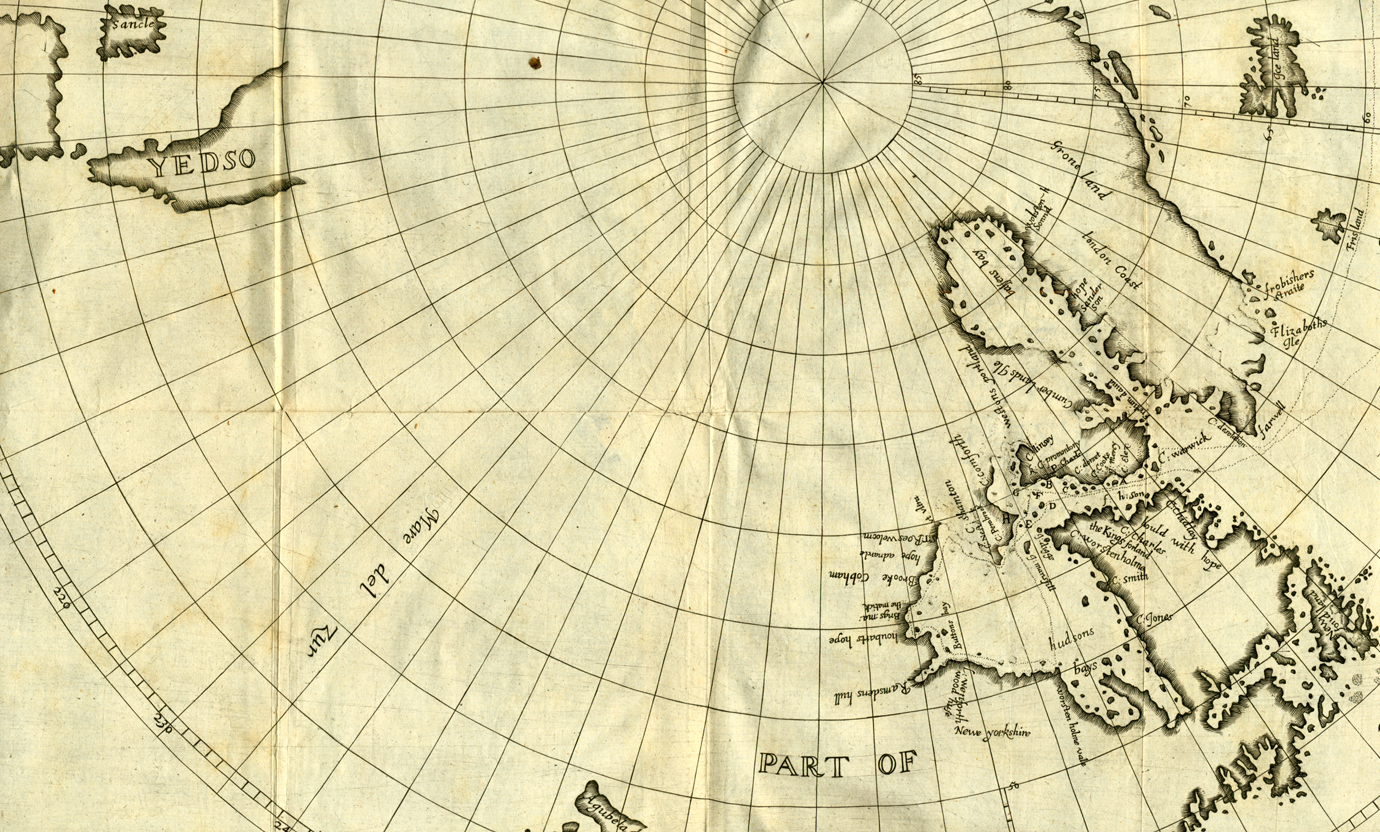
Mapa mostrando el recorrido del buque Charles al mando de Luke Fox en la expedición de 1631-32.

Se conoce poco de la vida de Luke Fox. Tuvo una escasa educación, aunque aprendió navegación e historia del ártico. Siendo joven, navegó en aguas europeas y adquirió destreza en «el uso de globos y otros instrumentos matemáticos». A los 20 años ya estaba fascinado por la posibilidad de descubrir un pasaje hacia Oriente a través de América del Norte, el famoso Paso del Noroeste. Obtuvo el mecenazgo de Henry Briggs, el matemático, y de Sir John Brooke, y a fines de 1629 solicitó el buque King Charles para realizar este viaje. Tuvo éxito, y gracias al estímulo de un plan rival —el del capitán Thomas James (1593?-1635?) patrocinado por los comerciantes de Bristol— también obtuvo el patrocinio de los comerciantes de Londres, entre ellos sir Thomas Roe.
Ambos expediciones partieron de Inglaterra en mayo de 1631, a bordo de dos buques similares —Fox, del King Charles y James del Henrietta Maria—, de unas 70 toneladas cada uno y preparados para un viaje de unos 18 meses y con una tripulación de veinte hombres (incluido el capitán) y dos niños.
Fox zarpó el 28 de abril de 1631 de Londres y el 5 de mayo dejó Deptford, dos días después de la salida de James de Bristol. Después de sobrevivir a un calvario a causa de los hielos, llegó al estrecho de Hudson el 22 de junio y emprendió un reconocimiento en sentido contrario a las agujas del reloj de las costas de la bahía de Hudson. Comenzó siguiendo la costa meridional de Isla Southampton, luego descendió a lo largo de la costa occidental de bahía Hudson hasta Port Nelson. Más al sur, se encontró los días 29 al 31 de agosto con Thomas James: Fox siguió navegando hacia el este y el norte, y James hacia el este y el sur, adentrándose en Bahía de James. Fox continuó su exploración al norte, siendo el primer navegante en adentrarse finalmente en Cuenca Foxe (nombrado así, 200 años más tarde, por William Edward Parry, en su honor) y recorriendo la costa occidental de isla Baffin, hasta que se vio obligado a regresar a causa del hielo, a 66° 47' N, volviendo a Inglaterra el 31 de octubre. 
Tuvo más reconocimiento el viaje de Thomas James probablemente porque su narración del viaje estaba mejor escrita, aunque los logros de Fox fueron destacados: él fue el primero en circunnavegar la bahía de Hudson, en investigar la zona del Canal de Foxe y también regresó sin haber perdido ni un solo hombre de su tripulación. 
Ni James ni Fox descubrieron el pasaje noroeste y descartaron que hubiera tal paso en la bahía de Hudson. Fox consideraba que el estrecho conocido ahora como Roes Welcome Sound era prometedor, y señaló que la marea a través del canal Foxe venía del sureste (no desde el oeste, como Henry Hudson y Thomas Button alentadoramente habían informado en sus viajes de 1610-12). Fueron descubrimientos negativos que disminuyeron el interés por la exploración ártica durante casi 200 años. Por otra parte, Fox escribió que había ido más lejos que cualquier predecesor «en menos tiempo y con menos carga». Su regreso en el mismo año, sin duda, salvó vidas (su auténtica preocupación) y dinero, aunque dio lugar a críticas adversas de las que Fox creyó necesario defenderse en su libro.
El libro se titula North-West Fox ... y fue publicado en Londres en 1635. («North-West Fox, or, Fox from the North-West Passage. Beginning with King Arthur, Malga, Octhur, the Two Zeni's of Iseland, Estotiland, and Dorgia; Following with Briefe Abstracts of the Voyages of Cabot, Frobisher, Davis, Waymouth, Knight, Hudson, Button, Gibbons, Bylot, Baffin, Hawkridge ... Demonstrated in a Polar Card, Wherein Are All the Maines, Seas, and Ilands, Herein Mentioned. With the Author His Owne Voyage, Being the XVIth».) El British Museum tiene una copia manuscrita.

## Reconocimientos
Cuenca Foxe, Canal Foxe y Península Foxe son algunos de los accidentes geográficos que llevan en su honor su nombre. Fox, en sus viajes, dio nombre a 27 lugares, ocho de los cuales aún están en uso, entre ellos Roes Welcome Sound, con el nombre de su amigo y patrocinador, Sir Thomas Roe. («Sir Thomas Roe's Welcome», fue el nombre que Fox le dio a una isla, luego acortado como «Roes Welcome»), que es ahora el nombre dado al canal que separa isla Southampton del continente.